# Wólka (powiat niżański)
Wólka – wieś w Polsce położona w województwie podkarpackim, w powiecie niżańskim, w gminie Harasiuki.
W latach 1975–1998 miejscowość należała administracyjnie do województwa tarnobrzeskiego.
Wieś jest sołectwem w gminie Harasiuki. 
W miejscowości znajduje się cmentarz wojenny z I i II wojny światowej usytuowany przy głównej drodze przechodzącej przez miejscowość, trasa z Krzeszowa do Biłgoraja. Prawdopodobnie przed postawieniem obecnego ogrodzenia zajmował większy teren. Spoczywają tu żołnierze polegli w I i II wojnie światowej.
Wierni Kościoła rzymskokatolickiego należą do parafii Matki Bożej Królowej Polski w Hucisku.